# Capcom Fighting Collection 2
Capcom Fighting Collection 2 é uma futura compilação de jogos de luta desenvolvida e publicada pela Capcom. Esta será a terceira entrada na renomada linha Fighting Collection da empresa e uma sequência direta da Capcom Fighting Collection original (lançada em 2022). A coleção reunirá uma seleção de jogos de luta clássicos da Capcom, lançados entre 1998 e 2004, oferecendo aos fãs uma experiência nostálgica com títulos icônicos da época. O lançamento está previsto para 2025 e estará disponível nas plataformas Nintendo Switch, PlayStation 4, Windows e Xbox One.
A Capcom Fighting Collection 2 foi oficialmente anunciada em 27 de agosto de 2024. A seleção de jogos inclui títulos marcantes, como as contribuições da Capcom à série SNK vs. Capcom, com Capcom vs. SNK: Millennium Fight 2000 e sua sequência de 2001, Capcom vs. SNK 2, que não foram lançados em plataformas posteriores desde seus lançamentos originais. A compilação também abrange os primeiros jogos de luta 3D da Capcom, como Plasma Sword: Nightmare of Bilstein (1998), Power Stone (1999), Power Stone 2 e Project Justice (ambos de 2000), além da versão aprimorada de Street Fighter Alpha 3 Upper (2002) e o crossover Capcom Fighting Evolution (2004).
Assim como nas coleções anteriores, incluindo a Capcom Fighting Collection original e a Marvel vs. Capcom Fighting Collection: Arcade Classics, todos os jogos da Capcom Fighting Collection 2 contarão com suporte para partidas casuais e ranqueadas online, utilizando o netcode de rollback. A compilação também trará tabelas de classificação, modos de treinamento e espectador, além de uma galeria de extras do jogo, proporcionando uma experiência completa e imersiva para os fãs.

## Jogabilidade
| 1998 | Plasma Sword: Nightmare of Bilstein                                          |
| 1999 | Power Stone                                                                  |
| 2000 | Capcom vs. SNK: Millennium Fight 2000 Pro Project Justice                    |
| 2001 | Street Fighter Alpha 3 Upper & Capcom vs. SNK 2: Mark of the Millennium 2001 |
| 2002 |                                                                              |
| 2003 |                                                                              |
| 2004 | Capcom Fighting Evolution                                                    |

Capcom Fighting Collection 2 é uma compilação de oito jogos de luta arcade, desenvolvidos e publicados pela Capcom. A coleção inclui ports de quatro títulos 2D clássicos da Capcom, além de quatro dos primeiros jogos de luta 3D da desenvolvedora. Entre os destaques, a compilação traz os primeiros relançamentos dos jogos de luta crossover Capcom vs. SNK: Millennium Fight 2000 e Capcom vs. SNK 2, além do crossover Capcom Fighting Evolution, que reúne personagens de diversas franquias de jogos de luta e beat 'em up da Capcom.
Também faz parte da coleção a versão aprimorada de Street Fighter Alpha 3 Upper, que traz personagens adicionais presentes nas versões de console doméstico do jogo, sendo a primeira vez que essa versão arcade de Upper é disponibilizada fora do Japão.
Além disso, Capcom Fighting Collection 2 inclui os aclamados Power Stone (1999) e sua sequência Power Stone 2 (2000), o lutador baseado em armas Plasma Sword: Nightmare of Bilstein (1998) — inspirado em Star Wars e sequência de Star Gladiator (1996), e o jogo de luta em equipes Project Justice (2000), que dá sequência a Rival Schools: United by Fate (1997), com temática de ensino médio. A coleção oferece uma experiência completa e diversificada dos clássicos da Capcom. 
Assim como na Capcom Fighting Collection e na Marvel vs. Capcom Fighting Collection: Arcade Classics, a Capcom Fighting Collection 2 oferece suporte completo para jogos casuais, ranqueados e de lobby online em todos os títulos da compilação, além de um modo baseado em pontuação máxima com tabelas de classificação. A coleção também inclui modos de treinamento, com telas de entrada e hitboxes visíveis nos jogos de luta 2D, permitindo um aprendizado mais preciso. Os jogadores poderão acessar o cartão de destaque de cada jogo, que oferece informações sobre os controles e recursos como alternadores para personagens secretos, super movimentos de um botão e ajustes de dificuldade nos modos offline.
Para personalizar ainda mais a experiência, a coleção oferece uma variedade de filtros gráficos, permitindo ajustar a apresentação visual de cada jogo. Além disso, uma galeria no jogo, acessível diretamente a partir do menu principal, apresenta uma série de extras, incluindo uma galeria de arte com escaneamentos de conceitos e personagens, além de um tocador de música com as trilhas sonoras oficiais de cada jogo. Esses recursos proporcionam uma experiência imersiva e completa para os fãs, com uma rica coleção de conteúdo adicional. 

## Desenvolvimento
Em uma entrevista à IGN em julho de 2024, durante o torneio de jogos de luta Evolution Championship Series (EVO), o produtor de jogos de luta da Capcom, Shuhei Matsumoto, foi questionado sobre novos lançamentos de jogos de luta clássicos da Capcom em plataformas modernas, após o lançamento da Capcom Fighting Collection em 2022 e o anúncio de Marvel vs. Capcom Fighting Collection: Arcade Classics, com previsão de lançamento para 2024. Matsumoto expressou o desejo de trazer o máximo possível do vasto catálogo legado da Capcom no gênero de jogos de luta para plataformas modernas, com o objetivo de "alcançar o maior número de pessoas possível, incluindo aquelas que talvez nunca tenham tido a oportunidade de jogar esses títulos na época de seu lançamento."
Durante a EVO 2024, a Capcom também revelou imagens de Terry Bogard, personagem da SNK, que se juntou a Street Fighter 6 (2023) como um lutador convidado de conteúdo para download (DLC), ao lado de Mai Shiranui de Fatal Fury, prevista para uma data posterior. Simultaneamente, a SNK anunciou e lançou uma versão de alta definição (HD) de SNK vs. Capcom: SVC Chaos (2003), a terceira e última grande entrada na série. Esses desenvolvimentos geraram especulações sobre um possível relançamento dos dois títulos Capcom vs. SNK lançados pela Capcom antes de SVC Chaos. Matsumoto, ao reiterar seu desejo de continuar colaborando com a SNK e trabalhar com seus personagens, sugeriu que reintroduzir os clássicos para uma nova geração de fãs poderia ser um passo importante rumo à criação de novos jogos com licenças externas. 
A Capcom Fighting Collection 2 foi oficialmente anunciada em agosto de 2024 durante uma apresentação do Nintendo Direct Partner Showcase, como sequência direta da Capcom Fighting Collection original, junto com detalhes sobre o lançamento da Marvel vs. Capcom Fighting Collection. A compilação inclui, como destaque principal, os aclamados Capcom vs. SNK: Millennium Fight 2000 e Capcom vs. SNK 2 (2001), além de reunir outros jogos de luta icônicos da Capcom lançados entre o final dos anos 1990 e o início dos anos 2000. Entre os títulos 3D estão Plasma Sword: Nightmare of Bilstein (1998), Power Stone (1999), Power Stone 2 e Project Justice (2000). Plasma Sword e Power Stone são sequências de Star Gladiator (1996) e Rival Schools: United by Fate (1997), respectivamente.
A compilação também traz a versão aprimorada de Street Fighter Alpha 3 Upper (2001) e o inédito relançamento de Capcom Fighting Evolution (2004), um crossover que reúne personagens de várias franquias de luta da Capcom.
Em setembro de 2024, a Capcom anunciou oficialmente a versão para Xbox One, após assegurar o apoio da Microsoft para o desenvolvimento do jogo para o console, depois de "discussões técnicas" entre as duas empresas. Inicialmente, a compilação não estava planejada para ser lançada na plataforma, da mesma forma que ocorreu com a Marvel vs. Capcom Fighting Collection.  

## Lançamento
Capcom Fighting Collection 2 está programado para ser lançado para Nintendo Switch, PlayStation 4, Xbox One e Windows em 2025. 

## Links Externos
Site Oficial